# Abu Omar al-Shishani
Tarchan Batirasjvili (Georgisch: თარხან ბათირაშვილი) (Birkjani, Georgië, 11 februari 1986 – waarschijnlijk Shirqat, 10 juli 2016), bekend als Abu Omar al-Shishani (Georgisch: აბუ ომარ ალ-შიშანი; Arabisch: أبو عمر الشيشاني), Abu Omar de Tsjetsjeen of de Rode Tsjetsjeen, was een belangrijke militaire commandant van Islamitische Staat.
Hij werd geboren in de Georgische Pankisivallei, met een Georgisch-Orthodoxe vader en een Tsjetsjeense moslimmoeder. Hij vocht mee in het Georgische leger in de Russisch-Georgische Oorlog van 2008 en bekeerde zich vrij snel daarna tot de islam, waarop hij een radicale levenshouding aannam en zich bij jihadistische groeperingen aansloot. Hij was zeer herkenbaar doordat hij zijn gezicht niet maskeerde en een lange rode baard had.
Volgens Amerikaanse informatie zou hij in maart 2012 naar Syrië zijn afgereisd, waarna hij in september 2014 samen met 21 anderen op een Amerikaanse terreurlijst gezet werd. Hij zou toen een senior militaire commandant zijn in het noord-Syrische Manbij, zat hij in de Shura en zou hij leiding hebben gegeven aan diverse aanslagen. Eerder zou hij toezicht hebben gehouden op een gevangenis niet ver van Raqqa waar waarschijnlijk buitenlandse gijzelaars vast werden gehouden.
In 2016 voerde hij waarschijnlijk de IS-troepen aan in de slag om Kobani. Er is op verschillende momenten melding gemaakt van zijn dood. Op 15 maart 2016 maakte het Pentagon bekend dat hij in een ziekenhuis in Raqqa was overleden aan verwondingen als gevolg van een Amerikaanse luchtaanval.
Op 14 juli 2016 werd door Amerikaanse bronnen en bronnen binnen IS bekendgemaakt dat hij zou zijn omgekomen in Shirqat, ten zuiden van Mosoel in het noorden van Irak. Zijn broer Tamaz Batirasjvili, die in 2013 naar Syrië was vertrokken, kwam in juli 2018 bij gevechten om het leven.